# Семья прежде всего (Австралия)
Семья прежде всего (англ. Family First Party) — консервативная протестантская политическая партия Австралии. Представлена 1 депутатом в Сенате Австралии, 2 депутатами в Законодательном собрании Южной Австралии и 1 депутатом в Законодательном собрании Нового Южного Уэльса.

## История
Партия была основана в 2002 году бывшим пастором Эндрю Эвансом.